# Léon Zéliqzon
Léon Zéliqzon (* 11. September 1858 in Vantoux; † 16. März 1944 in Vandières) war ein französischer Romanist und Dialektologe.

## Leben und Werk
Zéliqzon (französiert für „Seligsohn“) war Gymnasiallehrer in Metz und ab 1888 aktives Mitglied (später Schatzmeister) der Société d’histoire et d’archéologie de la Lorraine (SHAL). Er wurde im Exil ermordet.
Bedeutend ist sein Wörterbuch der französischen Dialekte im Moselraum.
In Metz trägt eine Straße seinen Namen.

## Werke
- Glossar über die Mundart von Malmedy, Zeitung für Romanische Philologie, 18, 1894; eines der ersten Lexika über Wallonische Sprache.
- Lothringische Mundarten, Metz 1889
- (mit Gonzalve Thiriot) Textes patois recueillis en Lorraine, Metz 1912
- (Hrsg.) La famille ridicule. Comédie messine en vers patois, Metz
- Dictionnaire des patois romans de la Moselle, 3 Bde., Straßburg 1922–1924, Woippy 2002 (718 Seiten)